# Benkadi (Kangaba)
Benkadi is een gemeente (commune) in de regio Koulikoro (cercle Kangaba) in Mali. De gemeente telt 9400 inwoners (2009).